# Wittorf
Wittorf ist eine Gemeinde im Landkreis Lüneburg in Niedersachsen.

## Geografie
Die Gemeinde liegt südlich der Elbe in der Lüneburger Heide und ca. 13 km nordwestlich von der Stadt Lüneburg. Das Dorf gehört seit 1974 zur Samtgemeinde Bardowick.

## Geschichte
Das Dorf entstand am Ende des ersten Jahrtausends n. Chr. als ein zweihöfiges Gut auf einer Geestinsel an der Mündung der Ilmenau in die Elbe. Die erste urkundliche Erwähnung findet Wittorf in einer Reichsurkunde Heinrichs II. vom 2. November 1004 unter dem Namen Uuitthorp, wo es Hermann Billung († 973) zugerechnet wird.

## Einwohnerentwicklung
Wittorf hat 1471 Einwohner (2015) auf einer Fläche von 12,02 km². 2004 waren es noch 1210 Einwohner.

## Politik

### Wahlkreise
Die Gemeinde Wittorf gehört zum Landtagswahlkreis 49 Lüneburg und zum Bundestagswahlkreis 38 Lüchow-Dannenberg – Lüneburg.

### Gemeinderat
Der Rat der Gemeinde Wittorf setzt sich aus elf Mitgliedern zusammen. Die Ratsmitglieder werden durch eine Kommunalwahl für jeweils fünf Jahre gewählt.
Bei der Kommunalwahl 2021 ergab sich folgende Sitzverteilung:
| Gemeinderat 2021Insgesamt 11 Sitze - SPD: 4 - Grüne: 3 - CDU: 4 |

### Wappen
| | Blasonierung: „In Silber (Weiß) ein breiter roter Schräglinksbalken belegt mich drei aufsteigenden silbernen (weißen) Fischen.“ |
| Wappenbegründung: Das Wappen wurde 1938 vom Oberpräsidenten der Provinz Hannover verliehen. Es ist abgeleitet vom Wappen der mittelalterlichen Familie Wittorf, die dort ihren Stammsitz hatte. Das Wappen zeigte auf blauem Grund einen breiten Schräglinksbalken mit drei silbernen Fischen. | |

## Kultur und Sehenswürdigkeiten
1926 wurde der MTV Wittorf mit den Sparten Fußball, Spielmannszug und Gymnastik gegründet. Beim Fußball ist das wichtigste Spiel im Jahr das Derby gegen den Rivalen aus Handorf.
Seit 1955 findet in Wittorf am letzten Wochenende im August das Heideblütenfest statt.

## Wirtschaft und Infrastruktur

### Verkehr
Durch Wittorf führen die Kreisstraßen 46 (B 404-Wittorf-Bardowick-A 39), 12 (Wittorf-Barum) und 31 (Wittorf-Bardowick). Der Ort ist durch Buslinien mit den Orten Winsen (Luhe), Rottorf, Handorf, Bardowick, Lüneburg, Marschacht, Tespe und Barum verbunden und mit dem Hamburger Verkehrsverbund an das regionale Verkehrsnetz angebunden.

### Bildung
In Wittorf gibt es einen Kindergarten.